# ITV (компания)
ITV plc (от Independent Television) — британская публичная компания, второй по коммерциализации (после BBC) вещатель Великобритании. Основана 2 февраля 2004 в результате слияния Carlton і Granada.
Компания также владеет несколькими компаниями по интернет-рекламе.

## Лицензии
Владеет (через ITV Digital Channels Ltd.) лицензией на вещание наземного аналогового телевидения в 11 из 15 регионов в рамках системы ITV. Транслирует канал ITV, который является вторым по популярности телеканалом в стране.

## Каналы
В собственности через ITV Digital Channels Ltd.:
- ITV2
- ITV3
- ITV4
- ITVBe
- ITV Encore
- CITV
- The Store